# Pedostrangalia imberbis
Pedostrangalia imberbis là một loài bọ cánh cứng trong họ Cerambycidae.